# Dovenfluer
Dovenfluer (Megaloptera) er en orden af insekter. Ordenens navn kommer fra oldgræsk, fra mega- (μέγα-) "stor" + pteryx (πτέρυξ) "vinge", med henvisning til disse insekters store, klodsede vinger. De er alle placeret i Neuropteroidea, sammen med netvinger og kamelhalsfluer. De er ikke «ægte» fluer, selv om navnet kunne tyde på det. De «ægte» fluer er alle placeret i ordenen tovinger (Diptera).
Alle arter af Megaloptera har akvatiske larver, hvorimod æg, pupper og voksne af alle arter er terrestriske. Megaloptera betragtes som en af de ældgamle grupper inden for holometabole insekter. Ordenen indeholder kun to familier og omkring 373 arter og er kendt fra alle kontinenter undtagen Antarktis, men kun tre arter er fundet i Danmark.
Megaloptera omfatter nogle af verdens mest imponerende insekter på grund af deres store størrelse. F.eks. kan en voksen han af arten Corydalus magnus  have et vingefang på 18 cm. Modne larver af den asiatiske art Acanthacorydalis orientalis kan have en kropslængde på op til 9 cm, og voksne individer kan have et vingefang på op til 21.6 cm, hvilket gør arten til verdens største akvatiske insekt. Hanner af slægten Corydalus fra Nordamerika og asiatiske Acanthacorydalis er bemærkelsesværdige på grund af deres aflange kindbakker (mandibler). Arter i slægten Platyneuromus fra Centralamerika har store udvidelser i hovedet bag ved øjnene.

## Udseende og livscyklus
Vingerne har et markeret og rigt udviklet ribbenet,. Vingerne holdes taglagt bagover kroppen i hvile. Alle de fire vinger er omtrent lige store. De flyver sjældent, deraf navnet dovenfluer, og aldrig langt. Derfor findes de altid nær vand, da de har haft sine larvestadier i vandet. Voksne (imago) tager ikke føde til sig, selvom de har kæber.
Æggene lægges i en klase i vandkanten. Larverne lever i vand og går frit på bunden, hvor de lever som rovdyr på små hvirvelløse dyr, såsom krebsdyr, muslinger, orme og andre insekter. De har stærke kæber, som de bruger til at fange deres bytte. De har store hoveder og aflange kroppe. De ånder med gæller. De skifter hud i alt 11 gange før de bygger et puppekammer. Larverne gennemgår en fuldstændig forvandling, der inkluderer et puppestadium. Hele udviklingen (i Danmark) tager et år.

## Systematik
Ordenen Megaloptera omfatter 54 slægter (35 nulevende og 19 uddøde slægter), med 397 beskrevne arter og underarter. Nulevende Megaloptera er opdelt i to familier: Corydalidae (med underfamilierne Corydalinae og Chauliodinae) og Sialidae, begge bredt, men alligevel disjunktivt fordelt i jordens økozoner.
- Neuropteroidea
  - Dovenfluer (Megaloptera)
    - familie Corydalidae – ikke i Europa. Medlemmerne har tre punktøjne (ocelli) på hovedet. Hannerne (imago) har kraftige kæber (mandibler).
    - familie Sialidae – tre arter i Danmark. Disse mangler punktøjne på hovedet.
      - Sialis fuliginosa Pictet F. J., 1836 – relativt sjælden i Danmark.
      - Sialis lutaria Linnaeus, 1758 (Almindelig dovenflue) – den almindeligste art i Danmark.[12]
      - Sialis nigripes Pictet A. E., 1865 – relativt sjælden i Danmark.

- Sialis lutaria
- Sialis lutaria, larve
- Sialis fuliginosa
- Sialis fuliginosa, æg
- Sialis nigripes